# Ron Johnson (beisbolista)
Ronald David Johnson (Long Beach, California; 12 de septiembre de 1956-Tennessee, 26 de enero de 2021) fue un beisbolista y gerente de béisbol de las ligas menores estadounidenses.
Desde 2012 hasta 2018, fue gerente de Norfolk Tides de la International League, filial del sistema de granjas Triple-A de los Orioles de Baltimore. Su temporada 2018 con Norfolk fue su decimocuarta temporada como gerente de Triple-A; anteriormente dirigió los Pawtucket Red Sox de la Liga Internacional (2005-09), y los Omaha Royals (1998) y Omaha Golden Spikes (1999) de la Triple-A Pacific Coast League. Asimismo, fue primera base de los Kansas City Royals y Montreal Expos durante su breve carrera como jugador en las Grandes Ligas (MLB) de 1982 a 1984. Lanzó y bateó con la mano derecha, y fue listado en 6 pies 3 pulgadas (1,9 m) altura y 215 libras (97,5 kg). Johnson también es un exentrenador de primera base de los Boston Red Sox de la MLB.

## Carrera

### Jugador
Cuando estaba en la escuela secundaria, Johnson rechazó las becas de fútbol para la UCLA y Fresno State por jugar béisbol. Johnson fue originalmente seleccionado por Los Angeles Angels en la 13.ª ronda del draft amateur de junio de 1976, pero no firmó. El graduado de Fresno State fue una selección All-American del primer equipo en 1978 antes de ser seleccionado por Kansas City en la ronda 24, la selección 595 en general. Hizo su debut en las Grandes Ligas con los Reales el 12 de septiembre de 1982. El 15 de diciembre de 1983, Royals lo cambió a los Expos por Tom Dixon.
Johnson jugó en 22 partidos de Grandes Ligas durante partes de tres temporadas, bateando 261 con 12 hits, incluidos dos dobles y dos carreras impulsadas. Jugó 830 partidos en las ligas menores, la mayoría de ellos en el nivel Triple-A.

### Entrenador
Kansas City Royals
Poco después de que terminaran sus días como jugador en 1985, Johnson se convirtió en entrenador en el sistema de ligas menores de los Reales. Se desempeñó como entrenador dentro de la organización de Kansas City durante seis temporadas, antes de convertirse en gerente.
Johnson hizo su debut como manager con los Baseball City Royals (Clase A) de la Florida State League en 1992. En 1995, ganó los honores de Gerente del Año de la Liga de Texas después de guiar a los Wichita Wranglers (Doble-A) a los playoffs. En 1998, llegó a Triple-A como entrenador de los Omaha Royals, y en 1999 llevó a ese club a un primer puesto en la Pacific Coast League. Johnson registró seis temporadas ganadoras en sus ocho años dirigiendo en la organización de los Reales.
Boston Red Sox
Johnson se unió a la organización de los Boston Red Sox en 2000 como gerente de los Sarasota Red Sox (Clase A) de la Florida State League. En 2002, Johnson fue ascendido a Doble A como entrenador del Trenton Thunder de la Eastern League. Cuando los Red Sox cambiaron su afiliación Doble-A a los Portland Sea Dogs en 2003, se mudó con ellos y fue gerente de los Sea Dogs durante las siguientes dos temporadas. Su club de 2003 tuvo marca de 72-70 y se perdió los playoffs de la Liga del Este por solo un juego y medio. En 2004, Johnson una vez más tuvo a Portland cerca de 500 durante gran parte del año antes de terminar en 69-73 y en un empate por el cuarto lugar en la División Norte de la Liga del Este. De 2005 a 2009, Johnson se desempeñó como gerente de la filial Triple-A de Boston, los Pawtucket Red Sox.
El 23 de noviembre de 2009, Johnson fue designado entrenador de primera base de los Medias Rojas de las Grandes Ligas. Ocupó el cargo durante dos temporadas, pero el 5 de octubre de 2011, se anunció que Johnson fue despedido del personal de los Medias Rojas luego de la partida del manager Terry Francona.
Baltimore Orioles
Johnson fue nombrado luego gerente de Norfolk Tides, filial Triple-A de los Baltimore Orioles, y los llevó a temporadas ganadoras consecutivas en 2012 y 2013. En 2015, logró el título de división de las Tides y fue nombrado Gerente del Año de la International League. La campaña 2018 marcó su séptimo año consecutivo como gerente de Norfolk, y tiene el récord de franquicia de juegos ganados como gerente (491). Durante el año, Johnson fue nombrado ganador del premio Cal Ripken Sr. Player Development Award de los Orioles, pero al final de la temporada, fue liberado por la organización de Baltimore, ya que se sometió a una transición significativa en la oficina principal en medio de la salidas del gerente general Dan Duquette y del gerente Buck Showalter.
El récord de gestión de ligas menores de Johnson hasta 2018 es de 1.752–1.770 (.497) durante 25 temporadas.

## Vida personal
Johnson y su esposa, Daphne, tuvieron cinco hijos.
Su hijo Chris también es beisbolista profesional y fue seleccionado en la ronda 37 por los Red Sox en junio de 2003, pero en cambio optó por la universidad; y luego fue redactado por los Houston Astros.
Ron Johnson se vio obligado a tomar una licencia de emergencia de sus deberes de entrenador con los Red Sox el 1 de agosto de 2010, después de que su hija menor resultó gravemente herida en un accidente de equitación. Se perdió el resto de la temporada, pero pudo regresar a los Red Sox al comienzo del entrenamiento de primavera en 2011.
Johnson falleció de COVID-19 el 26 de enero de 2021.

## Otras lecturas
- «Red Sox 1B Coach Johnson: Daughter's Accident a 'Living Nightmare'». 26 de febrero de 2011. p. WBZ-TV. Consultado el 21 de agosto de 2019.
- Triple-A Norfolk Tides manager Ron Johnson chats with Jim Hunter via YouTube

- Datos: Q3892458
- Multimedia: Ron Johnson (baseball) / Q3892458